# Дивикиакий
Дивикиакий (Дивикиакус) е друид от племето едуи, живял през първи век пр.н.е. Той е брат на Думнорикс.
Юлий Цезар споменава Дивикиакий поименно в произведението си Записки за Галската война, като го нарича сенатор в племето на едуите.
В „Записки за Галската война“ Цезар използва определението сенатор за галските аристократи, които вземат участие във вземането на решения на своя клан или племе. Дивикиакий подкрепя (за разлика от брат си) съществуващия към онзи момент съюз с Рим.